# Удовиченки
Удовиченки́ — село в Україні, у Зіньківській міській громаді Полтавського району Полтавської області. Населення становить 535 осіб. До 2020 орган місцевого самоврядування — Удовиченківська сільська рада.

## Географія
Село Удовиченки знаходиться на відстані 1 км від сіл Матяші та Косяки. По селу протікає пересихаючий струмок з загатою.

## Історія
Жертвами голодомору 1932—1933 років стало 11 осіб.
3 листопада 2008 року у селі сталася трагедія — 2-ох людей засипало піском на піщаному кар'єрі. Інцидент стався під час завантаження піску на причеп трактора, коли обвалився верхній шар ґрунту завтовшки понад два метри.
12 червня 2020 року, відповідно до розпорядження Кабінету Міністрів України № 721-р «Про визначення адміністративних центрів та затвердження територій територіальних громад Полтавської області», село увійшло до складу Зіньківської міської громади.
19 липня 2020 року, в результаті адміністративно - територіальної реформи та ліквідації Зіньківського району, село увійшло до складу новоутвореного Полтавського району Полтавської області.

## Населення

### Мова
Розподіл населення за рідною мовою за даними перепису 2001 року:
| Мова       | Кількість | Відсоток |
| ---------- | --------- | -------- |
| українська | 525       | 98.13%   |
| російська  | 17        | 1.31%    |
| білоруська | 2         | 0.37%    |
| румунська  | 1         | 0.19%    |
| Усього     | 535       | 100%     |

## Економіка
- АФ «Перемога».

## Об'єкти соціальної сфери
- Школа.

## Відомі люди
- Бойко Алла Микитівна (10 жовтня 1939) — член-кореспондент Академії педагогічних наук України (1995), доктор педагогічних наук (1991), професор (1992), заслужений діяч науки і техніки України (2000).
- Ківшик Петро Андрійович (1942) — народний депутат України.